# St. Lambertus (Bedburg)

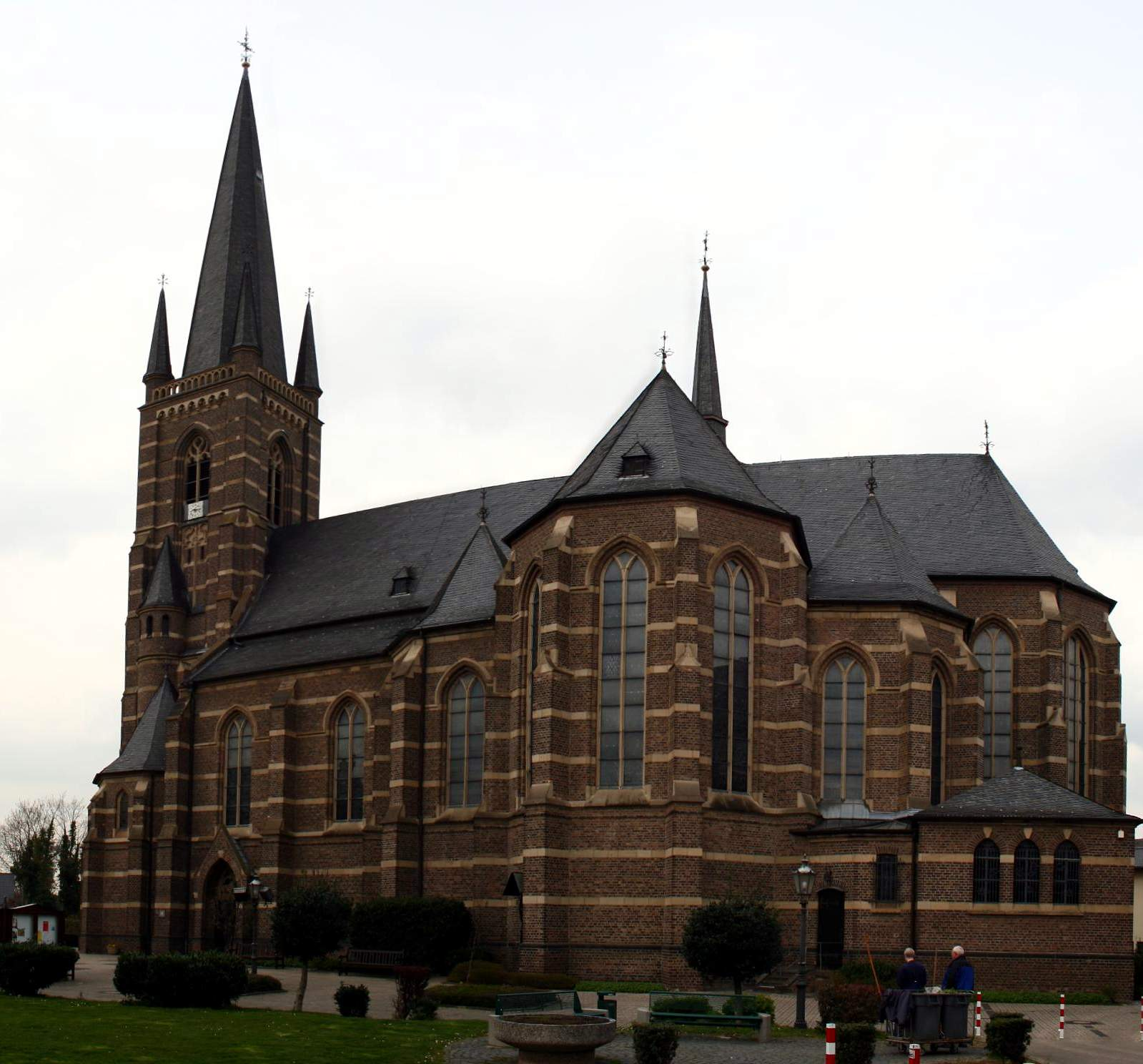
Pfarrkirche St. Lambertus

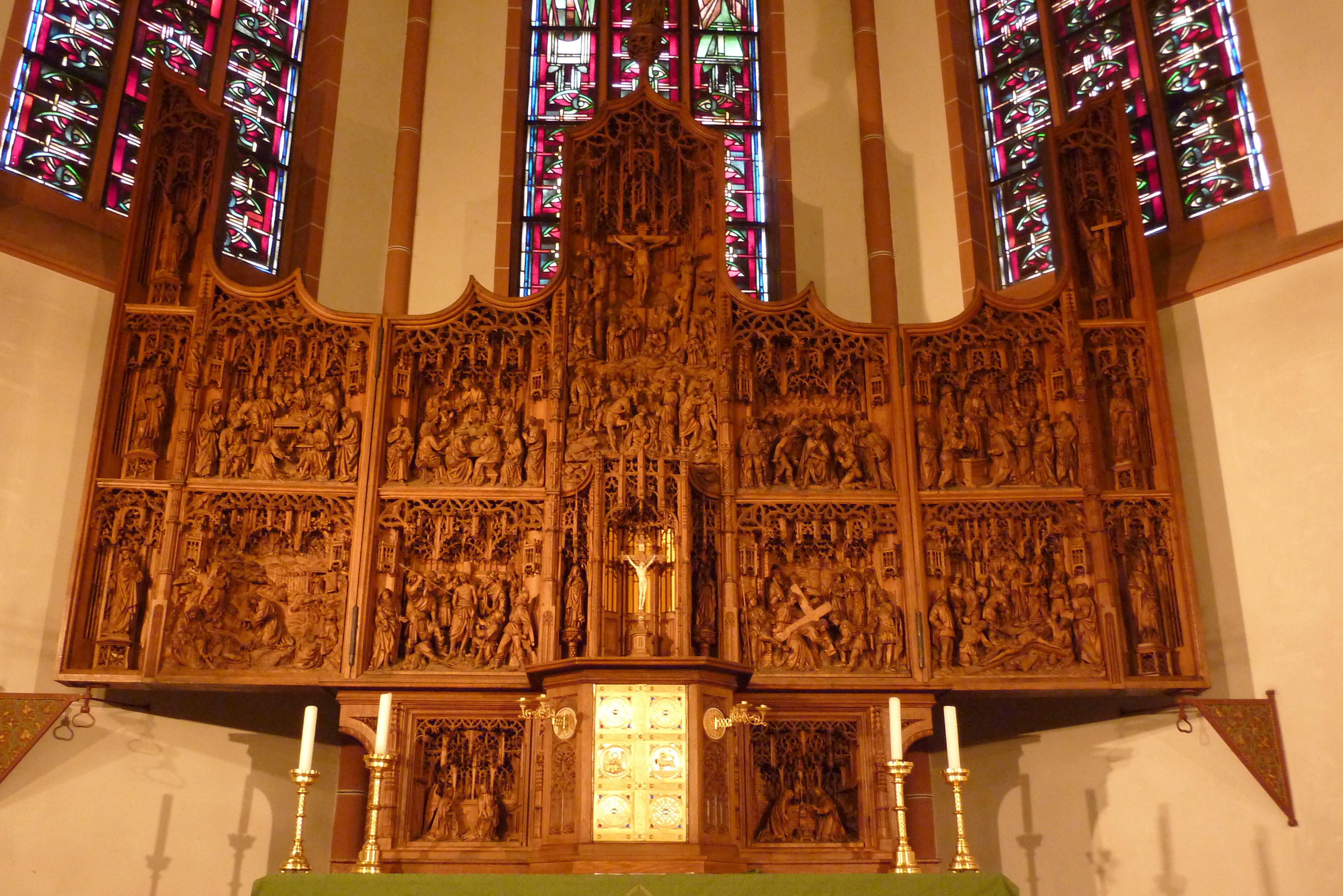
Schnitzaltar von St. Lambertus

Die katholische Pfarrkirche St. Lambertus ist ein denkmalgeschütztes Kirchengebäude in Bedburg, einer Stadt im Rhein-Erft-Kreis (Nordrhein-Westfalen).

## Geschichte und Architektur
Die erste bereits im liber valoris von 1298 aufgeführte Pfarrkirche stand auf dem Friedhof östlich vor dem Ort an der Erft. Nach der gegen Ende des 13. Jh. erfolgten Gründung des Augustinerklosters im Ort war sie zwischen 1388 und 1414 diesem inkorporiert, das seit 1299 dann auch die Seelsorge für Bedburg versah. 
Nach 1414 wurde wieder eine eigene Pfarrkirche errichtet, die dem St. Lambert gewidmet war, die dann nach der Übernahme der Klosterkirche infolge der Säkularisation (1802) 1823 wegen Baufälligkeit niedergelegt wurde. Als die Klosterkirche den Anforderungen nicht mehr genügte, plante man eine neue Kirche. Die Klosterkirche wurde 1892 abgerissen.
Die gewölbte neugotische Hallenkirche aus Backstein wurde von 1891 bis 1894 nach Plänen von Julius Busch (1838–1912) errichtet und erhielt das Lambertus-Patrozinium. Der steil aufragende Westturm steht unmittelbar am Ufer eines Nebenarms der Erft. 
Wegen Bergschäden musste die Kirche im Jahr 1966 geschlossen werden. Bei einem Sturm im darauffolgenden Jahr stürze der Turmhelm auf den Kirchenvorplatz, wo ein in seinem Auto sitzender Mann starb.
Die Kirche wurde von 1972 bis 1978 grundlegend saniert. Im Jahr 1975 wurde eine umfassende statische Sicherung vorgenommen.

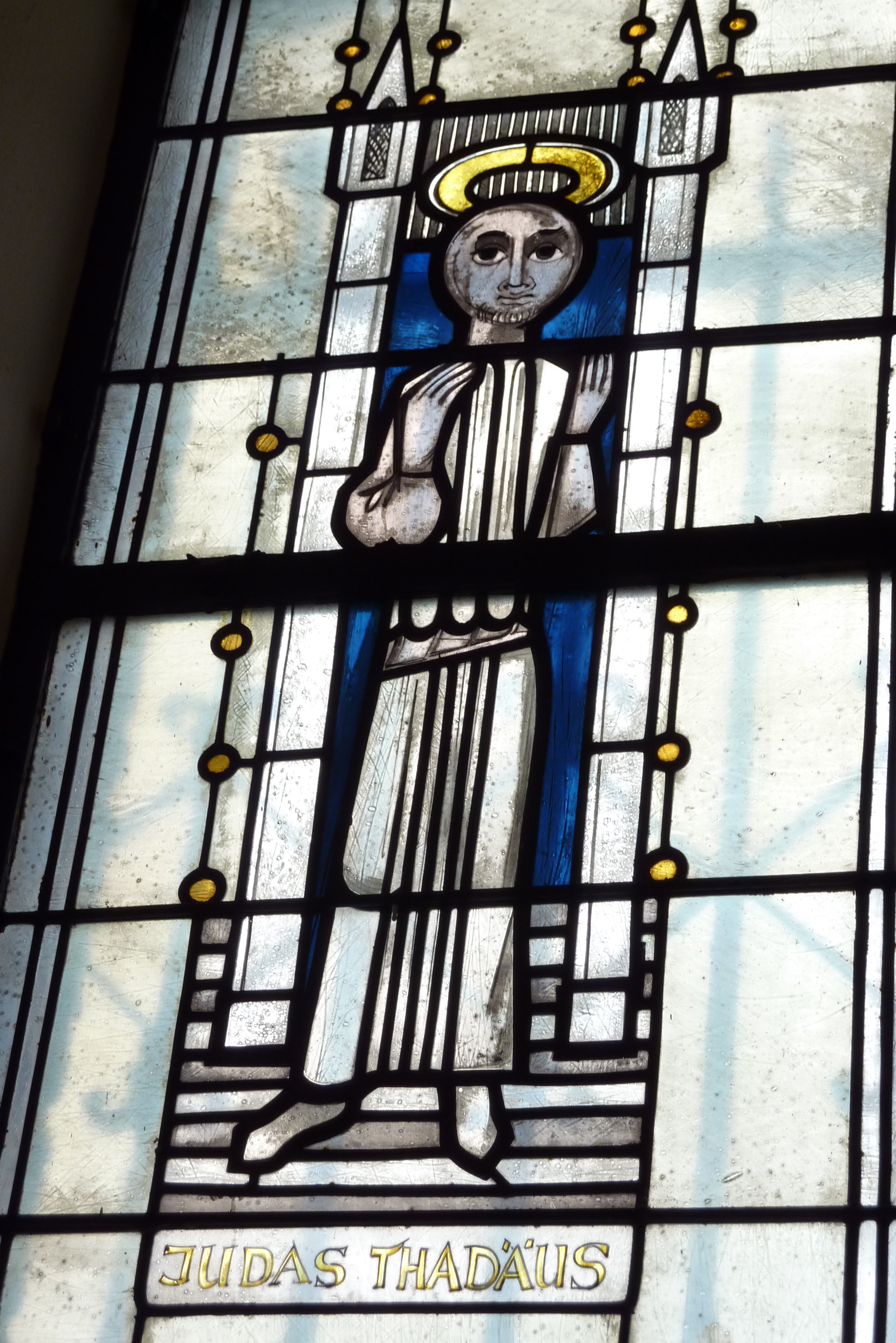
Bleiglasfenster mit der Darstellung des Judas Thaddäus

## Ausstattung
- Die älteste Glocke stammt aus Jahr 1539. Sie war aus der alten Kirche übernommen worden, im Ersten Weltkrieg wegen ihres historischen Wertes von der Ablieferung verschont geblieben und hatte auch den Zweiten Weltkrieg, zum Abtransport im Düsseldorfer Hafen gelagert, überstanden, von wo sie 1947 wieder zu Weihnachten auf den Kirchturm zurückkehrte.[5] Sie ist dem Pfarrpatron geweiht und hat einen Ø von 122 cm, wiegt etwa 1000 kg, hat den Ton f, gegossen von Tilman van Straelen. Mit Inschrift in gotischen Minuskeln: s(an)ctus lamberdus vocor, tilmanus stralen mefecit, anno d(omi)ni m ve xxxix, dazwischen zweimal Gießermarke mit verschlungenen Buchstaben ap vm ja, darüber Blattfries. Die übrigen 5 Glocken wurden 1994 in der Glockengießerei Mabilon gegossen und von Kardinal Joachim Meisner geweiht.
- Die Vorgängerin der heutigen Orgel wurde 1899 von der Werkstatt Johannes Klais erbaut. 1964/65 wurde dieses Instrument durch einen technischen Neubau ersetzt; dieser hat drei Manuale und Pedal mit 35 Registern (davon 12 Register aus dem alten Instrument), 6 Koppeln, 2 Tremulanten, 2 freie Kombinationen und 2687 Pfeifen.[6]
- Der Glasgemäldezyklus aus dem Jahr 1952 wurde von Wilhelm Schmitz-Steinkrüger angefertigt
- Das Flügelgemälde des Hochaltars zeigt Darstellungen aus dem Leben des hl. Lambertus
- Die Kreuzwegstationen wurden von Gerhard Schoofs gemalt
- Die Holzarbeiten wurden von 1894 bis 1914 von Ferdinand Langenberg geschaffen